# Wolha Palczeuska
Wolha Palczeuska (biał.: Вольга Пальчэўская; ros.: Ольга Пальчевская, Olga Palczewska; ur. 6 grudnia 1984 roku) – białoruska siatkarka, grająca na pozycji rozgrywającej. 

## Sukcesy klubowe
Mistrzostwo Białorusi:
- 2005, 2010, 2018
- 2009, 2014
- 2006

Puchar Challenge:
- 2012

Mistrzostwo Azerbejdżanu:
- 2012

Superpuchar Białorusi:
- 2017, 2018

Puchar CEV:
- 2018

Puchar Białorusi:
- 2019